# Campeonato Europeo de Curling Masculino de 2012
El XXXVIII Campeonato Europeo de Curling Masculino se celebró en Karlstad (Suecia) entre el 8 y el 15 de diciembre de 2012 bajo la organización de la Federación Mundial de Curling (WCF) y la Federación Sueca de Curling.
Las competiciones se realizaron en la Löfbergs Arena de la ciudad sueca.

## Tabla de posiciones
| Pos | Equipo          | G | P | G–P |
| --- | --------------- | - | - | --- |
| 1   | Suecia          | 8 | 1 | –   |
| 2   | República Checa | 7 | 2 | –   |
| 3   | Noruega         | 6 | 3 | 1–0 |
| 4   | Dinamarca       | 6 | 3 | 0–1 |
| 5   | Rusia           | 5 | 4 | 1–0 |
| 6   | Suiza           | 5 | 4 | 0–1 |
| 7   | Escocia         | 4 | 5 | –   |
| 8   | Francia         | 3 | 6 | –   |
| 9   | Alemania        | 1 | 8 | –   |
| 10  | Hungría         | 0 | 9 | –   |

## Cuadro final
|  | Clasif. a semifinal | Clasif. a semifinal | Clasif. a semifinal |  |  | Semifinal       | Semifinal |  |              | Final           | Final |
|  |                     |                     |                     |  |  |                 |           |  |              |                 |       |
|  | 1                   | Suecia              | 9                   |  |  |                 |           |  |              |                 |       |
|  | 2                   | República Checa     | 3                   |  |  |                 |           |  |              | Suecia          | 8     |
|  |                     |                     |                     |  |  | República Checa | 4         |  | Noruega      | 5               |       |
|  |                     | Noruega             | 6                   |  |  |                 |           |  |              |                 |       |
|  | 3                   | Noruega             | 6                   |  |  |                 |           |  | Tercer lugar | Tercer lugar    |       |
|  | 4                   | Dinamarca           | 5                   |  |  |                 |           |  |              |                 |       |
|  |                     |                     |                     |  |  |                 |           |  |              | República Checa | 12    |
|  |                     |                     |                     |  |  |                 |           |  |              | Dinamarca       | 4     |

## Medallistas
| Evento | Oro                                                                                        | Plata                                                                                              | Bronce                                                                                          |
| ------ | ------------------------------------------------------------------------------------------ | -------------------------------------------------------------------------------------------------- | ----------------------------------------------------------------------------------------------- |
| Equipo | Suecia · Niklas Edin · Sebastian Kraupp · Fredrik Lindberg · Viktor Kjäll · Oskar Eriksson | Noruega · Thomas Ulsrud · Torger Nergård · Christoffer Svae · Håvard Vad Petersson · Thomas Løvold | República Checa · Jiří Snítil · Martin Snítil · Jakub Bareš · Jindřich Kitzberger · Marek Vydra |